# Lista de membros da Royal Society eleitos em 1958
Lista de Membros da Royal Society eleitos em 1958.

## Fellows  of the Royal Society (FRS)
1. Michael Abercrombie[2]
2. Sir Edward Abraham[3]
3. John Randal Baker[4]
4. Arthur John Birch[5]
5. Satyendra Nath Bose[6]
6. Percy Wragg Brian[7]
7. Edith Bülbring[8]
8. Robert Kenneth Callow[9]
9. Sir Frank Dixey[10]
10. Paul Peter Ewald[11]
11. Frank John Fenner[12]
12. Sir William Henry Glanville[13]
13. Albert Edward Green[14]
14. Sir Alexander Haddow[15]
15. Graham Higman
16. Arthur St George Joseph McCarthy Huggett[16]
17. Hugh Christopher Longuet-Higgins[17]
18. Basil Lythgoe
19. Sisir Kumar Mitra[18]
20. Clifford Hiley Mortimer[19]
21. Sir Ronald Sydney Nyholm[20]
22. George Dixon Rochester[21]
23. Sir Owen Alfred Saunders[22]
24. Sir James Eric Smith[23]
25. William Bertram Turrill[24]

## Foreign Members (ForMemRS)
1. Andre Michel Lwoff[25]
2. Nikolay Semyonov[26]
3. George Gaylord Simpson[27]
4. Arthur Stoll[28]